# Némesis (Durero)
Némesis o La gran Fortuna es un grabado sobre cobre de 33,2 x 23,2 cm del artista renacentista alemán Alberto Durero, datable hacia 1502 y conservado, entre las mejores copias existentes, en la Staatliche Kunsthalle Karlsruhe y en el museo arqueológico Villa Pisani Dossi de Corbetta (Milán); en Francia, se conserva una copia en el museo Condé de Chantilly.

## Iconografía
El propio Durero tituló este grabado Némesis en el diario de su viaje a Holanda: la estampa, dedicada a la diosa griega de la justa ira de los dioses y su castigo. 
Erwin Panofsky descubrió las fuentes de su iconografía: por un lado el poema en latín Manto de Angelo Poliziano, dedicado en 1482 a Lorenzo de Médici conocido como el Magnífico, publicado en versión impresa por Aldo Manucio en Venecia en 1498, que Durero pudo conocer gracias a sus amigos humanistas Conrad Celtis o Willibald Pirckheimer, y por otro el Manual de Historia Romana de Giulio Pomponio Leto, que circulaba en Núremberg hacia 1500, de donde Durero extrae la idea de una antigua Némesis, alada porque sale victoriosa (victrix).  La diosa del destino, tal como la describe el poeta florentino, es una mezcla de la Fortuna romana y la Némesis griega, deidad de la venganza.
Desde el aire Némesis domina un gran paisaje de valle, identificado por algunos como la localidad de Chiusa, en el valle de Isarco, localidad del Tirol del Sur que Durero pudo atravesar de camino a Venecia o de regreso, motivo que ya utiliza en sus Apocalipsis. El espectador también puede seguir los canales y caminos sinuosos y seguir los pasos de la diosa alada en la ruta del traslado del Renacimiento, de Italia a Alemania. 

## Descripción
Durero representa una poderosa figura femenina de perfil, desnuda y alada, de pie sobre una esfera flotando en medio de los cielos, aunque el vacío superior probablemente indique el espacio celestial, y sosteniendo en una mano el símbolo de la recompensa, una copa bañada en oro, y en la otra el del castigo, las bridas. La diosa presenta una desnudez corpulenta, con realismo plástico no idealizado. 
Los pliegues de un drapeado arrugado que cuelga de su hombro izquierdo, formando volutas levantadas por el viento, responden a los de las nubes que separan lo terrestre de lo cósmico, y a las montañas situadas debajo, en la sombra, proporcionada por la reserva del papel, paisaje sobre el que destaca una Némesis imponente, casi pesada. 

## Estilo
Este grabado es uno de los primeros realizados con compás y regla. Las proporciones inusuales atestiguan un intento de Durero de utilizar el canon de Vitruvio, pero también de Jacopo de'Barbari, calculando las proporciones de la cabeza y el cuerpo.  Otros desnudos femeninos de Durero demuestran que el artista adoptó voluntariamente este cuerpo con formas pesadas y poco estéticas, que refleja la fatídica pesadez de su esfera, de modo que bajo su peso, las nubes se comban.
El trabajo de detalles, como la representación de la textura de las plumas de las alas, no entra aquí en contradicción con el despliegue de un magnífico panorama visto a vista de pájaro, a la manera de la Vista de Venecia de Barbari. 